# Pruebas de automóvil
Las pruebas de automóvil implican una serie de pruebas, generalmente con el uso de conos de tráfico, para medir la habilidad de conducción con precisión.

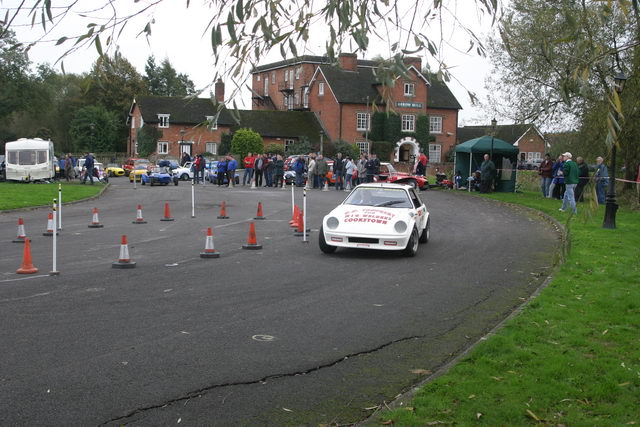
Un coche realizando una prueba sobre asfalto en el Reino Unido.

Las pruebas suelen ser, por ejemplo, detenerse con las ruedas delanteras y traseras sobre una línea, y siempre terminan deteniéndose en un aparcamiento (generalmente marcado con conos). Las secciones de cada prueba generalmente se completan al revés. Los vehículos involucrados pueden ser vehículos de carretera estándar o construidos especialmente para estas pruebas.

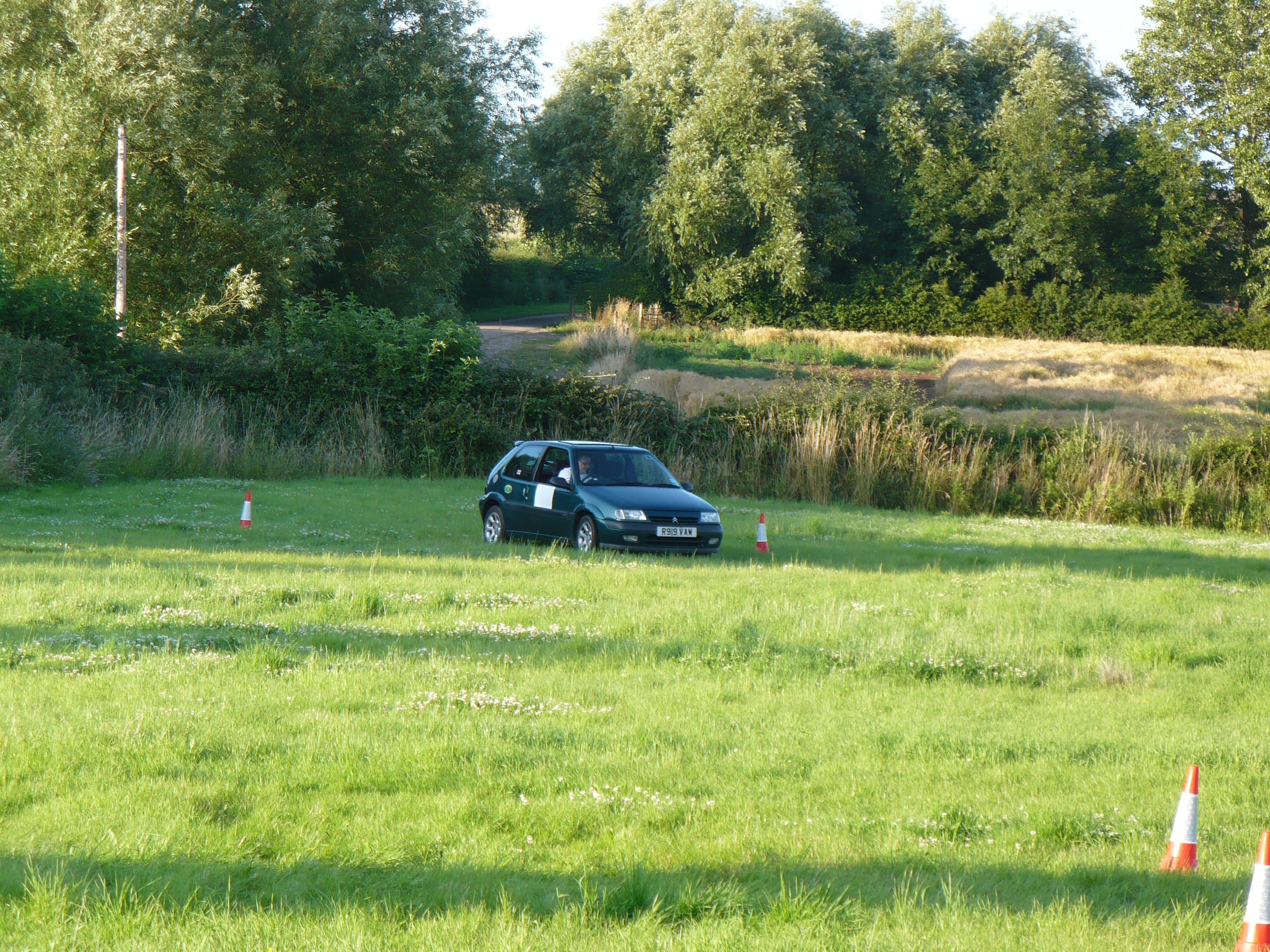
Un coche realizando pruebas sobre césped en el Reino Unido.

Las pruebas pueden realizarse sobre césped o sobre una superficie dura. Aquellos realizados sobre césped son populares para eventos de clubes, ya que son más cuidadosos con los neumáticos y las transmisiones. Muchos clubes ejecutan sus pruebas de césped sin hacer el circuito inverso. Los campeonatos de pruebas en el Reino Unido normalmente se realizan sobre una superficie dura.
Cada evento consta de entre tres y seis pruebas, cada prueba se completa dos veces y la más rápida de las dos cuenta para los resultados. Las pruebas cronometran, con penalizaciones de 10 segundos por cada cono golpeado. Un giro equivocado en una prueba da como resultado un tiempo máximo, que suele ser 30 segundos menos que el tiempo más rápido. El ganador es el conductor que complete las pruebas en el menor tiempo (sanciones incluidas). Cada prueba suele tardar alrededor de un minuto en completarse y, en ocasiones, se convierte en una prueba de memoria y habilidad del conductor. La mayoría de los diseños de circuitos de pruebas son simétricos y los conductores tienen la oportunidad de recorrerlo a pie.

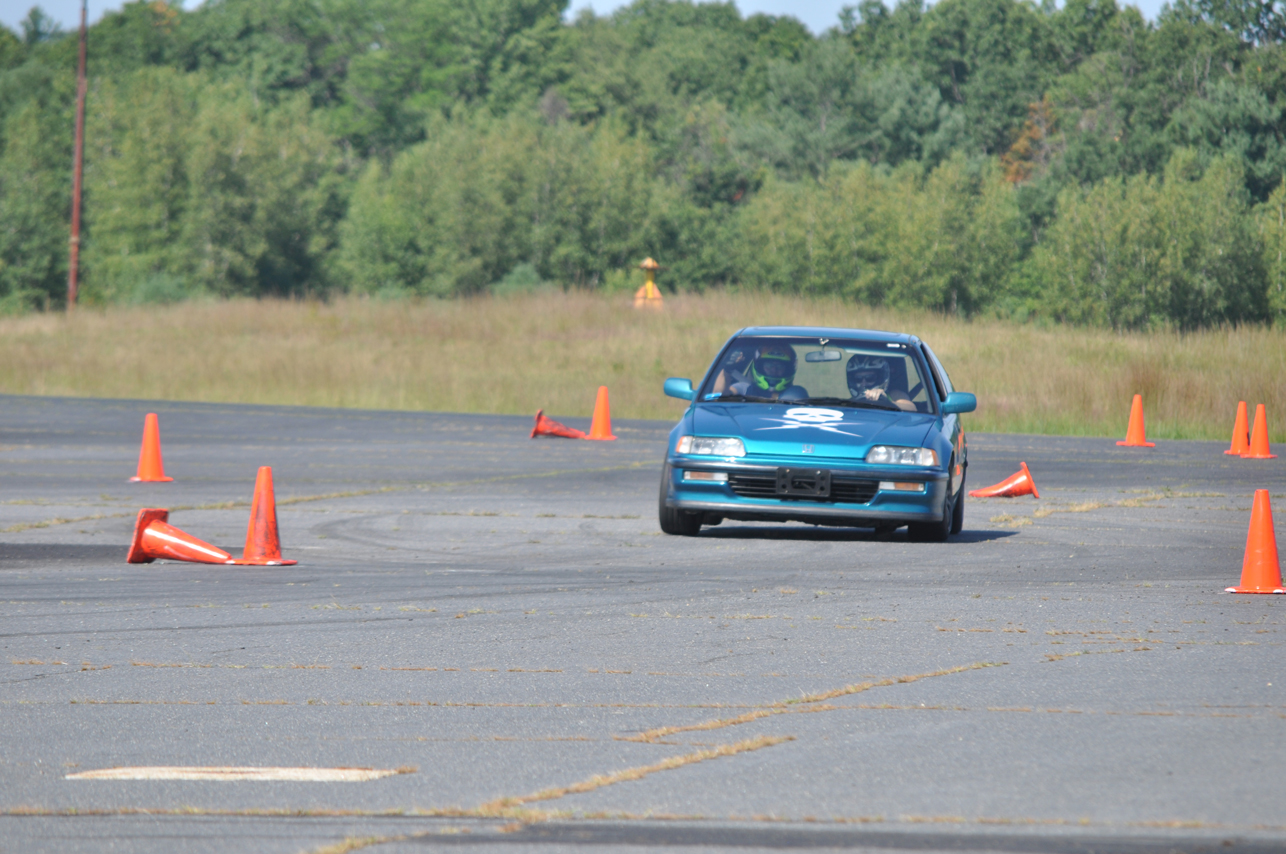
Un automóvil realizando pruebas de automovilismo (autocross) sobre asfalto en Estados Unidos.

Las pruebas de automóviles se llevan a cabo en el Reino Unido e Irlanda y son similares al Motorcana en Australia y Nueva Zelanda. Los coches compiten de uno en uno y a bajas velocidades, por lo que la seguridad es alta. Las pruebas también son un poco similares al autocross en los EE. UU., pero las velocidades son más lentas, son frecuentes los giros con el freno de mano y la marcha atrás, estos son los puntos importantes de diferencia.
Las habilidades importantes que se deben aprender para las pruebas incluyen:
- El giro con el freno de mano.
- El giro en J o movimiento inverso.
- Marcha atrás a gran velocidad.